# Mission Hills (Kansas)
Mission Hills es una ciudad ubicada en el condado de Johnson en el estado estadounidense de Kansas. En el año 2010 tenía una población de 3498 habitantes y una densidad poblacional de 672,69 personas por km².

## Geografía
Mission Hills se encuentra ubicada en las coordenadas 39°0′49″N 94°36′54″O / 39.01361, -94.61500 (39.013705, -94.615083).

## Demografía
Según la Oficina del Censo en 2000 los ingresos medios por hogar en la localidad eran de $188,821 y los ingresos medios por familia eran $200,000. Los hombres tenían unos ingresos medios de $100,000 frente a los $62,440 para las mujeres. La renta per cápita para la localidad era de $95,405. Alrededor del 1.2% de la población estaban por debajo del umbral de pobreza.